# Jean-Étienne Letailleur
Jean-Étienne Letailleur est un homme politique français né le 28 octobre 1758 à Brémontier-Merval et décédé à une date inconnue.
Cultivateur à Elbeuf, il est député de la Seine-Inférieure de 1791 à 1792, siégeant avec la majorité.

## Sources
- « Jean-Étienne Letailleur », sur Sycomore, base de données des députés de l'Assemblée nationale